# Iveco EuroTech
Iveco EuroTech var en tung fjerntransportlastbil fra Iveco. Modellen kom på markedet i 1992 og blev valgt til International Truck of the Year 1993. Modellen fandtes med seks forskellige motorer, tre forskellige konfigurationer og tre forskellige kabiner.

## Udførelser
| - Iveco 8060.45 S TCA, 5.861 cm³, 167 kW (227 hk) - Iveco 8360.46, 7.685 cm³, 196 kW (266 hk) - Iveco 8460.41 C, 9.495 cm³, 220 kW (300 hk) - Iveco 8460.41 K, 9.495 cm³, 254 kW (345 hk) - Iveco 8460.41 L, 9.495 cm³, 275 kW (375 hk) - Iveco 8210.42, 13.798 cm³, 309 kW (420 hk) - 4×2 (180E og 190E) - 6×2 sættevognstrækker med tre aksler (240E) - 4×2 sættevognstrækker (440E) | - Iveco gearkasse med 9 gear og bakgear - TS11612 og TS13612-Eaton Fuller 12 gear og 3 bakgear - ZF 16S151 16S221 16 gear og 2 bakgear - Eurotronic ZF automatisk kobling fra 1996, fås kun til modeller over 375 hk - Normalt tag - Fjerntransportkabine med lavt tag - Fjerntransportkabine med højt tag |